# Halo (アルバム)
『Halo』（ヘイロウ）は、チューリップの通算14枚目のアルバム。1983年5月1日発売。
クレジットには、宮沢賢治への献辞が掲げられている。

## 解説
第2期が始まって以来続いた宇宙路線の集大成的なアルバムであり、次の作品から急速にその路線は薄まっていく。
LPにはメンバーのポスターが同封されていた。
ジャケットは財津が描いた「アンチンボルド」をイメージしたラフ画をベースに作られたもので、人形はスポンジのマネキンに本物の野菜を貼り付けて作られた。タイトルの『暈』通り、床の反射でリング状に見える光るアーチが背後に配置されている。
なお、チューリップにおいて、CDとして発売された初めてのアルバムである。

## 収録曲
【A】
1. The Halo
  - 作詞／作曲：財津和夫　編曲：チューリップ　ボーカル：財津和夫
  - タイトル曲で、滅亡した地球を舞台にした楽曲。
  - 発表当初のツアー「Live Act TULIP the Halo」以外では、冒頭部分がカットされた状態で演奏されている。  
また、1989年の解散ツアー「FINAL TOUR "Well"」ではオープニング曲として演奏された。
2. コスモスの咲く郷
  - 作詞／作曲：財津和夫　編曲：チューリップ　ボーカル：財津和夫
  - シングル『夏の夜の海』カップリング曲で、同一テイクが収録されている。
3. 輝く星
  - 作詞／作曲：財津和夫　編曲：チューリップ　ボーカル：財津和夫
  - 当時のライブでは、この曲の演奏が始まると拍手が起こっていた。
4. 丘に吹く風
  - 作詞／作曲：財津和夫　編曲：チューリップ　ボーカル：財津和夫
  - 前年のツアーのオープニング曲として一部を披露していた楽曲の完成版である。
  - 素朴な風景を壮大に描いた作品で、曲間には2分に及ぶ間奏がある。
  - 1989年の解散ツアーでは、間奏からそのまま『たったひとりのオーディエンス』のコーダ部分に繋がれる形で演奏され、コンサートのハイライトを飾った。

【B】
1. 星空の伝言
  - 作詞／作曲：財津和夫　編曲：チューリップ　ボーカル：財津和夫
  - 3月に先行シングルとして発売されていた楽曲で、同一テイクが収録されている。
  - 詳細はシングルのページを参照。
2. 想い出のランドスケープ
  - 作詞／作曲：宮城伸一郎　編曲：チューリップ　ボーカル：宮城伸一郎
  - 当時、バイクのイメージが強かった宮城だが、この曲は自動車が題材になっている。
3. The Bells Are Ringing
  - 作詞／作曲：財津和夫　編曲：チューリップ　ボーカル：財津和夫
  - 発売当初、財津のラジオ番組『財津和夫の人生ゲーム21』に意外なほどのリクエストが来ていた楽曲。
4. セルリアン・ブルー
  - 作詞：財津和夫／作曲：姫野達也　編曲：チューリップ　ボーカル：姫野達也
  - 青空を悲しみの象徴として描く財津の詞に、姫野による曲とボーカルを組み合わせた楽曲。
5. 愛を抱きしめて
  - 作詞／作曲：財津和夫　編曲：チューリップ　ボーカル：財津和夫
  - 宇宙路線の壮大さに、愛の誓いを組み合わせたラブソング。
  - 2007年に発売された『Request 〜TULIP FAN SELECTION BEST〜』では、ファンからの選曲により収録されるなど高い人気を誇る楽曲だが、発売直後のツアー「Live Act TULIP the Halo」以外ではライブ演奏されていない。

## クレジット
PRODUCER　NITTA KAZUNAGA
DIRECTOR　KEIICHI YONEDA
ENGINEER　TAKESHI ITO　ATSUO FUJITA
MANAGER　HIDEKI ASO　HIDEO SETO　SHOGO TANAKA
EQUIPMENT CREW　MASAHIRO SATO　WATARU SHIMAMURA　HIROSHI ICHI
ALBUM DESIGN　TAKUYA ONO DESIGN OFFICE　AKEMI ITO
PHOTOGRAPHY　SHINJI MORI　SEIJI OHTSUKA
FIGURE PRODUCER　LEWICHI ABE　YUKIKO OKADA
ALL SONGS WRITTEN, COMPOSED AND PERFORMED BY TULIP
RECORDED AT SOUND INN AND STUDIO TAKE ONE
EXECUTIVE MANAGEMENT BY Cricket
I DEDICATE THIS RECORD TO KENJI MIYAZAWA